# Chiesa di San Lorenzo (Mozzecane)
La chiesa di San Lorenzo è la parrocchiale di Grezzano, frazione del Comune di Mozzecane, in provincia e diocesi di Verona; fa parte del vicariato Villafranca-Valegio, precisamente dell'Unità Pastorale Villafranca.

## Storia
La chiesa di Grezzano era una pieve come testimonia la bolla pontificia di Eugenio III, la ‘’Piae Postulatio Voluntatis’’ del 1145.
Dagli ultimi anni del Duecento a buona parte del Trecento il paese e la chiesa fecero parte della Fattoria Scaligera, cosa che terminò con il dominio della Repubblica di Venezia, quando i beni dei Signori di Verona furono messi in vendita. Grezzano fu così acquistata nel 1415 da Simone Canossa, il capostipite del ramo veronese della famiglia, la quale ebbe il controllo del luogo di culto.
Dalla visita pastorale del 1526, compiuta da padre Antonio de Beccaris, Vescovo di Scutari in nome del Vescovo di Verona, Gian Matteo Giberti, la chiesa di San Lorenzo era sede di parrocchia. Inoltre, sappiamo che vi era un altare dedicato all’Assunta.
Dalle visite di Luigi Lippomano e di Agostino Valier, tra il 1553 e il 1595, sappiamo che gli altari erano quattro, tra cui quello di Sant'Andrea, qui portato dopo la distruzione della chiesa dedicata all’apostolo, e un secondo altare dei Canossa dedicato a Santa Caterina, in una Grezzano in cui abitavano circa duecento abitanti.
Nel Seicento la chiesa si trovò in cattive condizioni, con il coro puntellato e le pareti laterali presentanti delle fessure a causa del cedimento delle fondamenta. Questo portò alla decisione di ricostruire il tempio su progetto di Vincenzo Pellesina e con il sostegno economico del Conte Luigi di Canossa. Fu proprio lui a chiedere ancora nel 1671 di erigere un luogo di culto più grande, nonché di erigere gli altari del Santissimo Sacramento, della Madonna del Rosario e della Beata Vergine Maria delle Grazie. Il Canossa dichiarò di voler erigere altre due cappelanie e di aumentare il sussidio del parroco, il tutto in cambio di assegnare alla sua famiglia il giuspatronato sulla chiesa.

I lavori, iniziati nel 1678, terminarono quattro anni dopo, con tutte le parti lapidee opera del tagliapietra Bernardino Miglioranzi, autore all’epoca anche dei quattro altari laterali.

Va detto che rispetto a quanto previsto nel contratto del maggio 1678, chiesa, coro e sacrestia risultano più grandi, cosa che portò contrasti tra il Conte Canossa e l’architetto Pellesina, tanto che per appianarli ci si rimise al giudizio del tagliapietra Bernardo Schiavi.
Alcune modifiche alla chiesa si ebbero nei secoli successivi. Al 1785 risale il nuovo altare maggiore, al 1837 l’attuale pavimento e al 1944 la decorazione interna della chiesa e gli affreschi nel presbiterio, opera del pittore veronese Gaetano Miolato.
Nel 2006, su progetto dell’architetta Giorgia Strabbioli, si è ripristinato l’intonaco sulla cornice del fronte principale, mentre nel 2010, sempre su progetto della Strabbioli, si provvide a restaurare la gradinata d’accesso e costruire una rampa per l’accesso dei disabili dall’ingresso laterale.

## Descrizione

### Esterno
La facciata barocca, rivolta a sud, verso Villa Canossa, è divisa in due ordini. Al centro di quello inferiore, dove sono presenti tre coppie di paraste con capitelli corinzi, vi è il portale d’ingresso dominato da una nicchia con all’interno la statua di San Lorenzo. Ai lati del portale due cartigli ricordano il contributo fondamentale di Luigi di Canossa nella costruzione della chiesa e il suo amore nei confronti della moglie, la Contessa Beatrice Martinengo.

Sull’architrave vi è l’iscrizione Haec tibi, Laurenti, Aloysius templa sacravit.

L’ordine superiore, raccordato all’inferiore da due volute laterali, presenta al centro una grande finestra centinata, con ai lati gli stemmi dei Canossa e dei Martinengo-Colleoni. Sopra la finestra è presente un timpano spezzato.

Chiude la facciata un timpano con tre particolari pinnacoli con Croce metallica a sovrastarli.
Nell’angolo tra la chiesa e la canonica è collocato un monumento raffigurante Santa Maddalena di Canossa.

### Interno
La chiesa si presenta come un’unica aula rettangolare, preceduta da un vestibolo con due cappelline.
La navata, come il presbiterio, è coperta da una volta a botte a tutto sesto e decorata a tempera con finti cassettoni.

Il pavimento è in quadrotte di marmo biancone e rosso ammonitico a corsi obliqui, alternate.

A introdurre la luce naturale nell’aula sono ampie finestre centinate.
Sulla navata si aprono quattro semi-cappelle laterali, due per lato. A sinistra gli altari di Santa Maddalena di Canossa e della Madonna del Rosario, mentre a destra quelli dell’Immacolata e di Sant’Antonio.

Tre degli altari hanno lo stesso schema, con marmi policromi, mentre il quarto è di epoca più tarda, forse costruito per sostituire nel XIX secolo quello preesistente.
Giovanni Battista Lanceni, nella sua opera Ricreazione pittorica, scrive che nella chiesa sono presenti alcune pale di Biagio Falcieri e altri pittori, nessuna delle quali sembra giunta a noi.

Nella cappella dedicata oggi a Santa Maddalena di Canossa, a suo tempo dedicata a Sant’Ignazio, vi è una pala raffigurante la fondatrice delle Canossiane, opera del 1946 di Gaetano Miolato.

Nella cappella dedicata all’Immacolata, vi è la pala dell’Immacolata Concezione, attribuita, come la Via Crucis a Santa Capannini, allieva di Agostino Ugolini, del XIX secolo.

Sull’altare nello stesso lato, quello dedicato a Sant’Antonio, è posta la tela del XVII secolo con la Vergine Maria e Sant’Antonio, di autore rimasto sconosciuto.
Nelle pareti dell’aula sono presenti delle sculture in pietra. Quelle raffiguranti i Quattro Evangelisti sono nelle nicchie alle estremità dell’aula, mentre quelle delle pareti laterali contengono le statue dei profeti biblici Geremia, Isaia, Ezechiele e Daniele.

In una nicchia è presente anche una statua lignea della Madonna in trono con Gesù Bambino, ridipinta nel 1928, ma con origine antica.
Il presbiterio, a base quadrangolare, sopraelevato di due gradini rispetto all’aula e chiuso da un coro a fondo piatto, è pavimentato con quadrotte di marmo rosso Verona e marmo chiaro di Botticino posate a scacchiera.
Sulle pareti del presbiterio vi sono due grandi affreschi, dipinti dal Miolato nel 1944, raffiguranti l’Ordinazione di San Lorenzo a diacono e Il prefetto di Roma che intima a San Lorenzo la consegna dei tesori della Chiesa.
Tre sono stati gli interventi di adeguamento liturgico. Il primo, successivo al Concilio Vaticano II, ha portato all’introduzione di un altare ligneo verso il popolo. Il secondo ha visto lo spostamento del fonte battesimale in marmo rosso Verona all’estremità destra del primo gradino che porta al presbiterio. Il terzo, nel 2000, ha portato a rimuovere le balaustre, posizionate davanti all’altare della Madonna, a rifare il pavimento, a introdurre un nuovo altare ligneo mobile, la sede sul fianco sinistro del presbiterio e l’ambone, sul lato sinistro dei gradini che portano al presbiterio.
 
È stato conservato l’altare maggiore con il tabernacolo, datato 1785.
Sul fianco destro del presbiterio si trova la sacrestia, mentre su quello sinistro la cappella privata di Santa Maddalena di Canossa.
Il coro è pavimentato in piastrelle di cemento policrome, bianche, grigie e nere, mentre sulla parete sono dipinti San Lorenzo, in alto, e sotto l’Annunciazione, sempre del Miolato, datate al 1944.

## Campanile e campane
Il campanile, addossato sul lato sinistro del presbiterio, ha una base quadrangolare e un fusto slanciato.
La cella campanaria presenta una monofora centinata e balaustrata per lato; la copertura a cipolla, metallica, poggia su un tamburo ottagonale, e al suo vertice vi è una Croce metallica.
Il concerto campanario presente oggi sulla torre è composto da 6 campane in SOL3, montate veronese e suonabili manualmente.

Questi i dati del concerto:
1 – SOL3 – diametro 957 mm - peso 480 kg - fusa nel 1946 da Cavadini di Verona.
2 – LA3 – diametro 851 mm - peso 340 kg - fusa nel 1946 da Cavadini di Verona.
3 – SI3 – diametro 757 mm – peso 240 kg - fusa nel 1946 da Cavadini di Verona.
4 – DO4 – diametro 712 mm – peso 200 kg - fusa nel 1946 da Cavadini di Verona.
5 – RE4 – diametro 630 mm – peso 140 kg – fusa nel 1946 da Cavadini di Verona.
6 – MI4 – diametro 550 mm – peso 105 kg – fusa nel 1946 da Cavadini di Verona.
Il suonatore di campane Pietro Sancassani riporta che in precedenza vi erano tre campane di Cavadini del 1875.

Tra il 1934 e il 1962 fu parroco di Grezzano don Germano Alberti, appassionato di musica e specialmente di campane, tanto che da giovane fu suonatore di campane, allievo proprio del Sancassani. Il sacerdote fece porre nel 1942 il castello in ferro per ampliare il concerto campanario tramite la rifusione dei vecchi bronzi e l’aggiunta di altri tre più grandi, con la spesa che sarebbe stata compiuta dalle famiglie dei soldati che sarebbero tornati vivi al termine della Seconda Guerra Mondiale. Da questo “voto” deriva l’attuale concerto campanario, fuso nel 1946.